# Salomon (imię)
Salomon – imię męskie pochodzenia semickiego. Pochodzi od hebr. imienia שְׁלֹמֹה (Shelomo) należącego do słynnego z mądrości króla Izraela – Salomona. Istnieje kilku świętych katolickich o tym imieniu. 
Salomon imieniny obchodzi: 13 marca, 2 września i 28 września.
Postaci historyczne:
- Salomon – król Izraela
- Salomon – król Bretonów
- Salomon (zm. 1087) – król Węgier

Znane osoby o imieniu Salomon:
- Salomon z Frydku (XIII w.) – archidiakon krakowski
- Szlomi Arbeitman – piłkarz
- Salomon Leclerc (1745-1792) – męczennik, święty katolicki
- Solomon Burke – amerykański piosenkarz rockowy, związany z gatunkiem soul
- Solomon, właśc. Solomon Cutner (1902-1988) – brytyjski pianista
- Sołomon Pasi – bułgarski matematyk i polityk
- Salomon Rysiński herbu Ostoja (ok. 1565–1625) – polski paremiolog, pisarz
- Sulejman Çelebi
- Sulejman Wspaniały
- Sulejman II
- Sulejman Szah